# Carlos Duke
Carlos Duke (japanisch デューク・カルロス Duke Carlos; * 28. Februar 2000 in Tokio, Präfektur Tokio) ist ein japanischer Fußballspieler.

## Karriere

### Verein
Carlos Duke erlernte das Fußballspielen in der Jugendmannschaft des Erstligisten Kawasaki Frontale. Seinen ersten Vertrag unterschrieb er 2018 bei Fagiano Okayama. Der Verein aus Okayama spielte in der zweiten japanischen Liga, der J2 League. 2018 und 2019 kam er nicht zum Einsatz. Sein Zweitligadebüt gab er am 4. Oktober 2020 im Auswärtsspiel gegen Mito Hollyhock. Hier wurde er in der 90. Minute für Shingo Akamine eingewechselt. Anfang 2021 wurde er an den Ligakonkurrenten FC Machida Zelvia nach Machida ausgeliehen. Für Machida absolvierte er sieben Ligaspiele. Direkt im Anschluss wechselte er im Februar 2022 ebenfalls auf Leihbasis zum Drittligisten AC Nagano Parceiro. Für den Verein aus Nagano bestritt er 31 Drittligaspiele. Nach Vertragsende bei Fagiano unterschrieb er am 1. Februar 2023 einen Vertrag beim Drittligisten SC Sagamihara. Die Saison 2024 verbrachte Duke dann beim Valmiera FC in Lettland und bestritt dort 13 Erstligapartien. Seit dem 5. Februar 2025 steht der Abwehrspieler beim litauischen Verein FC Hegelmann in der A lyga unter Vertrag.

### Nationalmannschaft
Im Frühjahr 2017 absolvierte der Verteidiger drei Testspiele für die japanische U-17-Nationalmannschaft.

## Sonstiges
Carlos Duke ist der Sohn eines Amerikaners und einer Japanerin.